# Txub
Txub (en rus: Чуб) és un poble (un possiólok) de la República de Komi, a Rússia, segons el cens del 2010 tenia 14 habitants.